# Low whistle
Le low whistle, ou concert whistle (whistle de concert), est une variante du traditionnel tin whistle, aussi appelé penny whistle, qui se distingue de ce dernier par un registre plus grave et une taille plus grande. Il est très étroitement associé aux musiciens ou groupes irlandais modernes, comme Riverdance ou Davy Spillane, et de plus en plus reconnu comme un instrument caractéristique de la musique traditionnelle irlandaise. En raison de sa sonorité, le low whistle est le plus souvent utilisé pour interpréter des mélodies lentes ou mélancoliques.
Le low whistle de référence est l'instrument en ré, une octave en dessous du traditionnel tin whistle en ré. Un whistle est habituellement appelé low whistle si sa note la plus grave est le sol au-dessus du do intermédiaire, ou toute note en dessous de ce sol. Les whistles qui sonnent au-dessus de cette note sol sont appelés soprano ou high whistles. Le low whistle utilise les mêmes principes et les mêmes doigtés que le penny whistle traditionnel ; il appartient à la même famille d'instruments à vent, dans la catégorie des flûtes à bec.
Bien que la sonorité de l'instrument présente des nuances d'un luthier à l'autre, les low whistles se caractérisent par un son plus aérien, et plus proche de celui de la flûte à bec classique que le son du tin whistle.

## Histoire
Bien que l'origine du low whistle fasse toujours l'objet de débats, on sait que différents types de flûtes à bec ont existé dans l'Antiquité. Les flûtes à bec existant au XVIe siècle sont les ancêtres du low whistle, par l'intermédiaire des flûtes traversières originelles à six trous à forme conique. Ils étaient à l'origine en bois, mais le XVIIe siècle vit la progression de l'usage de métaux comme le laiton et le nickel. L'alliage était le plus souvent roulé et soudé, et des développements successifs permirent l'apparition de glissières pour ajuster l'accordage. Ces flûtes métalliques verticales ont été trouvées en Irlande, en Grande-Bretagne, au Canada et aux États-Unis.

## Le low whistle moderne
On attribue au luthier anglais et musicien de jazz Bernard Overton la production du premier low whistle de l'ère moderne à la fin de 1971, instrument qu'il dessina pour Finbar Furey, après que la flûte indienne préférée de ce dernier fut détruite lors d'une tournée. Incapable de la réparer, Overton essaya d'en fabriquer une réplique en métal. L'instrument qui en résulta était peu ou prou un tin whistle de grande taille, un tuyau de cuivre avec une embouchure en bois. Peu satisfait du résultat, Overton recommença en n'utilisant plus que de l'aluminium, obtenant un instrument en la qui impressionna Finbar, au point que celui-ci en commanda un exemplaire en sol pour son spectacle Lonesome Boatman. Puis, d'après Overton : 

« il me demanda alors un whistle en ré inférieur, de la même tonalité que la flûte de concert ; j'appelai cet instrument flageolet ténor en ré, mais la plupart des musiciens le nommèrent rapidement le ré bas (low D). Il emporta ces flûtes dans sa tournée et les utilisa intensément. À partir de ce moment, je reçus des appels d'Irlande, d'Écosse, d'Europe et des États-Unis, demandant des instruments identiques ; j'ai alors commencé à en préparer pour satisfaire les commandes,. »

Bien que très rapidement, plusieurs luthiers réputés furent capables de produire des low whistles, c'est généralement la tournée Riverdance des années 1990 qui est créditée pour avoir donné au low whistle le coup d'envoi commercial et initié sa reconnaissance en dehors des cercles de musique traditionnelle. Il faut retenir l'importance de Davy Spillane, dont le travail dans le domaine de la fusion des instruments traditionnels, tels que le low whistle, avec le jazz ou le RnB contemporain, compte pour beaucoup dans la visibilité actuelle de l'instrument.

### La musique irlandaise traditionnelle
À la différence avec le tin whistle, le low whistle est un relativement nouveau venu dans la musique irlandaise traditionnelle, et il s'attire quelques critiques de ceux qui considèrent qu'il essaie de remplir un espace déjà bien occupé par le tin whistle et l'Irish flute. Pour d'autres, c'est un instrument de transition pour des musiciens à la recherche de flûtes plus prestigieuses (et plus onéreuses) ou qui cherchent à approcher les uilleann pipes. Bien qu'il soit exact que l'apprentissage du low whistle facilite l'apprentissage de ces instruments, « quelques-uns parmi les plus grands interprètes de musique traditionnelle ont été associés au low whistle » et ont aidé à renforcer sa réputation d'instrument à part entière, hautement polyvalent et respecté, au son unique et évocateur. Comme le bouzouki irlandais, à dos plat, le low whistle doit être considéré comme le produit d'une période durant laquelle la recherche instrumentale était chose commune en musique traditionnelle, à un moment où les musiciens étaient en quête de moyens divers et innovants d'expression.

### Apprentissage
La technique de jeu sur l'instrument est très semblable à celle du tin whistle. Les musiciens doivent adapter le positionnement de leurs mains dû à l'écartement et l'ouverture des trous. L'instrument réclamant beaucoup plus d'air que le tin whistle, les techniques de respiration de la flûte traversière irlandaise s'avèrent souvent utiles. Les techniques d'ornementation utilisées sur la cornemuse irlandaise s'adaptent et s'entendent beaucoup mieux sur le low whistle que sur les tin whistle.
Depuis 2001, il existe une méthode dédiée uniquement au low whistle intitulée The Low Whistle book et écrite par Steafan Hannigan et David Ledsam.

### Musiciens célèbres
Si Finbar Furey fut le premier à faire découvrir cet instrument auprès du public dès 1968 sur l'album Lonesome Boatman, des flûtistes et des uillean-pipers le popularisèrent auprès du grand public. Davy Spillane l'utilisa dans le groupe Moving Hearts puis sur ses albums solos dès les années 1980 et 90. D'autres musiciens sont depuis réputés pour avoir donné les lettres de noblesse à cet instrument tels que Paddy Keenan sur l'album Poirt An Phíobaire (1983), James McNally (Afro Celt Sound System) avec son album Everybreath, Cormac Breatnach (Deiseal) pour ses variations jazzistique sur l'instrument, Brian Finnegan (Flook), Peter Morrison (Peatbog Faeries), Kevin Crawford (Lunasa) Ross Ainsley (Salsa Celtica, Treacherous Orchestrat), Fred Morisson, Ali Hutton( Old Bling Dogs/Treacherous Orchestra), Fraser Fifield, Martyn Bennet, Michel Sikiotakis, Joanne McIver, Michael McGoldrick (Capercaillie/McGoldrick) ou encore les soner breton Ronan Le Bars (L'Héritage des Celtes/The Celtic Social Club), Erwan Menguy et Sylvain Barou.

## Facteurs
Aujourd'hui, on trouve divers low whistles, tantôt en bois, tantôt en aluminium ou encore en plastique. Mais il n'est pas rare de trouver des mélanges de ces trois matières avec un bec en plastique ou en bois et un corps en aluminum par exemple.